# L-Inħawi ta´ Ħas-Saptan
L-Inħawi ta´ Ħas-Saptan este o arie protejată (sit de importanță comunitară — SCI) din Malta întinsă pe o suprafață de 2,66 ha, integral pe uscat.

## Localizare
Centrul sitului L-Inħawi ta´ Ħas-Saptan este situat la coordonatele 35°50′14″N 14°30′58″E / 35.8372°N 14.5162°E.

## Înființare
Situl L-Inħawi ta´ Ħas-Saptan a fost declarat sit de importanță comunitară în septembrie 2019 pentru a proteja 1 specie de plante.

## Biodiversitate
Situată în ecoregiunea mediteraneană, aria protejată conține 2 habitate naturale: Iazuri temporare mediteraneene, Pseudostepă cu ierburi și specii anuale de Thero-Brachypodietea.
La baza desemnării sitului se află o specie protejată de  plante: Elatine gussonei.